# Brown-Forman
Brown-Forman Corporation — американская компания, один из крупнейших производителей спиртных напитков. Штаб-квартира — в Луисвилле, штат Кентукки, около половины продаж приходится на США.
Основана в 1870 году Джорджем Брауном и Джоном Форманом.
Основной акционер компании — семья Браун, владеющая более 70 % голосующих акций.

## История
В 1870 году Джордж Гарвин Браун основал J.T.S. Brown & Brother — первую компанию, продававшую виски в запечатанных стеклянных бутылках, чтобы неизменно гарантировать качество. В 1890 году бухгалтер компании Джордж Форман стал партнёром, и компания была переименована в Brown-Forman. Официальная регистрация компании состоялась в 1901 году и уже в следующем году была осуществлена покупка одного из своих поставщиков, винокурни BF Mattingly Distillery в Сент-Мэри, Кентукки, на основе которой была создана дочерняя компания по производству спиртного Brown-Forman Distillery Company. В 1904 году сын Джорджа Гарвина, Оусли Браун, присоединился к бизнесу.
Сухой закон в США (1920—1933) поставил перед компанией самую большую проблему на тот период, однако Оусли Браун получил лицензию на розлив виски в бутылки для медицинских целей, что позволило компании продолжить работу. В 1924 году Brown-Forman купила компанию G. Lee Redmon, и перенесла штаб-квартиру и склады в район Вест-Энд, Луисвилль, где та раньше базировалась. В 1933 году Brown-Forman разместила свои акции на бирже. В 1940 году Brown-Forman приобрела ликеро-водочный завод Old Kentucky Distillery и Labrot & Graham Distillery — одно из самых исторических винокуренных предприятий штата. Через несколько дней после нападения на Перл-Харбор Brown-Forman начала поставку технического спирта для военных нужд с переоборудованного завода Old Forester, в конечном итоге переведя все свои винокурни на производство только технического спирта до конца войны.
В 1945 году компания купила Wood Mosaic Company, переименовав её в Bluegrass Cooperage (сейчас — Brown‑Forman Cooperage), что дало ей полный контроль над производством бочек для виски. С приобретением Jos. Garneau Co., Inc (нью-йоркского импортёра с вековой историей), Brown-Forman в 1956 году впервые стала импортёром, добив в свой ассортимент вина, ликеры и импортные спиртные напитки, таким образом увеличив количество брендов с трёх до 37. В том же году Brown-Forman приобрела ликёро-водочный завод Jack Daniel`s в Линчбурге, штат Теннесси.
Потребительские тенденции менялись, и, в стремлении продолжать рост, Brown-Forman в 1965 году заключила партнёрство с калифорнийской винодельческой компанией Korbel California Champagne. Спустя шесть лет была куплена компания Canadian Mist Distillery, которая стала первым крупным предприятием за пределами США (продана в 2020 году).
В 1983 году Brown-Forman вышла на рынок потребительских товаров длительного пользования, купив Lenox (фарфор, хрусталь и сувениры), а также Hartmann Luggage Company. Обе были проданы в 2005 и 2007 годах соответственно. В 1992 году, в рамках диверсификации своего портфеля, были приобретены популярные бренды вина Fetzer и Bonterra (проданы в 2011 году). Для глобальной экспансии компании в 1994 году было создано подразделение Brown‑Forman Beverages Worldwide. В 1996 году на территории недавно отреставрированного завода Labrot & Graham Distillery был запущен Woodford Reserve. Спустя 3 года Brown-Forman приобрела Sonoma-Cutrer Vineyards.
Расширение деятельности в другие страны началось в 2004 году с покупки Finlandia Vodka. Через три года Brown-Forman приобрела Casa Herradura, одного из старейших и крупнейших производителей текилы в мире. В 2015 году Brown-Forman купила Slane Castle Irish Whiskey и открыла новую винокурню в историческом поместье в графстве Мит, Ирландия. В 2016 году была приобретена компания Benriach Distillery Company и её три бренда шотландского виски: Benriach, The GlenDronach и Glenglassaugh. В 2019 году Brown-Forman снова вышла на рынок джина, купив Ford Gin, а в следующем году расширила свой бизнес алкопопов, приобретя компанию Part Time Rangers из Новой Зеландии.
В 2023 году Coca-Cola HBC купила бренд Finlandia за $220 млн

## Деятельность
Brown-Forman владеет следующими брендами алкогольных напитков:
- Виски: Jack Daniel`s, Woodford Reserve, Old Forester, Benriach, Slane, GlenDronach, Coopers` Craft, Glenglassaugh;
- Текила: Herradura, Jimador, Pepe Lopez;
- Джин: Fords Gin;
- Ликёр: Chambord;
- Вино: Sonoma-Cutrer, Korbel;
- Коктейли: Jimador New Mix, Rangers, Up or Over.

Выручка за 2021/22 финансовый год составила 5,08 млрд долларов, за вычетом акциза — 3,93 млрд долларов.
На США в 2021/22 финансовом году пришлось 49 % продаж, на Германию, Австралию и Великобританию — по 6 %, на Мексику — 5 %, другими значимыми рынками являются Франция, Польша, Бразилия, Россия и Чили. Около 3 % продаж приходится на беспошлинные магазины. Производственные мощности имеются в США (штаты Кентукки, Теннеси, Калифорния, Алабама и Огайо), Шотландии, Ирландии, Франции и Мексике.